# Alfred Denner
Pour les articles homonymes, voir Denner.
Alfred Denner, né le 4 juillet 1924 à Tarnów en Pologne et mort le 3 février 2012 à Strasbourg, est un résistant français et un professeur spécialisé dans les études commerciales. 
C'est le frère aîné de l'acteur Charles Denner.

## Éléments biographiques

### La famille Denner
Alfred Denner naît dans une famille juive. Il est le fils de Joseph, tailleur de profession, et de Jeanne née Micenmacher. La langue parlée à la maison est le yiddish.
Il a une sœur aînée, Elyse, née en 1923, un frère, Charles, né en 1926 et un autre frère, Jacques. 
La famille s'installe en France en 1930.

### La Seconde Guerre mondiale
Les Denner se réfugient à Brive-la-Gaillarde, en zone libre.
Le 20 avril 1942, Alfred Denner est arrêté et incarcéré au château de Ségur. Le rabbin de Brive David Feuerwerker, alerté par la famille, réussit à obtenir sa libération et à lui sauver la vie. Alfred Denner n'oubliera pas.
Peu après, il entre avec Charles dans la Résistance en rejoignant le maquis du Vercors "Cie Duffau".

### Le professeur
Après la guerre, Alfred Denner enseigne le marketing,et publie des livres sur ce sujet.
Il a notamment eu pour élève l'industriel Jean-Jacques Hénaff.

## Œuvres
- Alfred Denner, Principes et pratique du marketing, Paris, Éditions J. Delmas et Cie, 1971[8].
- Alfred Denner. La Femme de lot La compulsion de répétition à l'œuvre , Nantes, Editions Amalthée, 2007.